# Битва при Тирзене
Битве при Тирзене — сражение Ливонской войны, состоявшееся 17 января 1559 года. Передовой полк русского войска во главе с воеводой Василием Серебряным-Оболенским разгромил большой отряд Ливонского ордена, возглавляемого рыцарем Фридрихом фон Фёлькерзамом. Зимний поход русской армии был вызван вероломной (в нарушение перемирия) ливонской осадой крепости Ринген в сентябре-октябре 1558 года, в результате которой был захвачен и истреблён в нарушение честного слова ливонцев капитулировавший русский гарнизон. В битве при Тирзене (ныне село Тирза в северо-восточной Латвии) пало 400 рыцарей, в том числе сам Фёлькерзам. Значительная часть ливонского войска попала в плен. После этой победы русское войско совершило рейд по землям Ливонского ордена до самой Риги, где сумела сжечь стоявший на рейде ливонский флот. В феврале войско вернулось в пределы Русского государства с огромной добычей и большим количеством пленных.
Опустошение Ливонии после битвы при Тирзене продемонстрировало неспособность Ливонского ордена противостоять Русскому государству. В результате магистр Готхард Кетлер подписал c польско-литовским монархом Сигизмундом II Виленский договор, по которому признавал протекторат последнего. Договор послужил основанием для вступления Великого княжества Литовского в войну.